# Conistra completa
Conistra completa là một loài bướm đêm trong họ Noctuidae.